# Kimura Ihei Shashin-shō
Der Kimura Ihei Shashin-shō (jap. 木村伊兵衛写真賞, dt. „Kimura-Ihei-Fotografiepreis“, engl. Kimura Ihei Memorial Award of Photography) ist die bedeutendste Anerkennung für künstlerische Fotografie in Japan. Der Namensgeber der Auszeichnung, Kimura Ihei (1901–1974), war ein berühmter japanischer Fotograf im 20. Jahrhundert.
Der Preis wird von Asahi Shinbun seit 1975 jährlich vergeben, mit Ausnahme des Jahres 1983. Der Verlag ist Herausgeber der Tageszeitung Asahi Shinbun und des Fotomagazins Asahi Camera (アサヒカメラ, Asahi Kamera, zuvor: Asahi Kamera Kimura Ihei Shashin-shō アサヒカメラ木村伊兵衛写真賞).
Der Preis wird sowohl an Amateur- als auch Berufsfotografen verliehen, deren prämiertes Werk innerhalb des jeweils vergangenen Jahres ausgestellt oder publiziert worden ist. Die Verleihung war an jeweils einen Fotografen pro Jahr vorgesehen, doch die Praxis zeigte, dass auch einmal zwei oder sogar drei (2000) gleichzeitig für preiswürdig befunden wurden.
Übergeben werden eine Medaille und ein Preisgeld in Höhe von 100 Millionen Yen. Die Jury setzt sich aus Berufsfotografen zusammen, einer davon ist der Herausgeber, ein weiterer der Chefredakteur des Asahi-Camera-Magazins. Die Bekanntgabe der Laureaten erfolgt in dessen Mai-Ausgabe und online.
Neben dem Kimura Ihei Shashin-shō gibt es noch den Domon Ken Award, der ebenfalls an Fotografen verliehen wird.

## Preisträger des Kimura Ihei Shashin-shō
- 1975 Kazuo Kitai
- 1976 Hirara Takashi
- 1977 Shin'ya Fujiwara
- 1978 Miyako Ishiuchi
- 1979 Mitsuaki Iwagō und Seiji Kurata

### 1980 bis 1989
- 1980 Tsuneo Enari
- 1981 Kanendo Watanabe
- 1982 Keizō Kitajima
- 1982 nicht vergeben
- 1984 Keiichi Tahara
- 1985 Kazuyoshi Miyoshi
- 1986 Hisashi Wada
- 1987 Ikuo Nakamura
- 1988 Ryūji Miyamoto
- 1989 Hana Takeda und Michio Hoshino

### 1990 bis 1999
- 1990 Michiko Kon
- 1991 Toshio Shibata
- 1992 Mitsugu Ōnishi und Norio Kobayashi
- 1993 Hisashi Yasushi
- 1994 Mitsuhiko Imamori
- 1995 Masato Seto
- 1996 Naoya Hatakeyama
- 1997 Kyōichi Tsuzuki
- 1998 Takashi Honma
- 1999 Risaku Suzuki

### 2000 bis 2009
- 2000 Hiromix, Yurie Nagashima, und Mika Ninagawa
- 2001 Rinko Kawauchi und Taiji Matsue
- 2002 Yuki Onodera und Masafumi Sanai
- 2003 Tomoko Sawada
- 2004 Masaki Nakano
- 2005 Ryūdai Takano
- 2006 Naoki Honjō und Kayo Ume
- 2007 Atsushi Okada und Rieko Shiga
- 2008 Asada Masashi
- 2009 Kozue Takagi

### 2010 bis 2019
- 2010 Eiko Shimozono
- 2011 Masaru Tatsuki
- 2012 Arata Dodo und Tomoko Kikuchi
- 2013 Eiki Mori
- 2014 Ishikawa Ryūichi für okinawan portraits 2010-2012 und Kawashima Kotori für Myōjō (明星)
- 2015 Arai Takashi für MONUMENTS
- 2016 Hara Mikiko für Change
- 2017 Komatsu Hiroko für Jinkakuteki jiritsu shori (人格的自律処理) und für The Wall, from 生体衛生保全 und Fujioka Aya für Kawa wa yuku (川はゆく) und für Ayako keijijōgakuteki kenkyū (アヤ子、形而上学的研究)
- 2018 Iwane Ai für KIPUKA und FUKUSHIMA ONDO